# History of Modern
History of Modern è l'undicesimo album in studio del gruppo musicale britannico Orchestral Manoeuvres in the Dark, pubblicato nel 2010.

## Il disco
L'album consta di tredici brani, dichiaratamente ispirati allo stile dei primi quattro dischi del gruppo per quanto concerne sia musica sia testi. Lo sforzo di coniugare la propria inconfondibile vena creativa con un'alta qualità musicale e tecnica è stato variamente valutato. Alcuni hanno stroncato il lavoro giudicandolo un semplice ritorno al passato, altri ne hanno apprezzato l'audacia e l'originalità definendo i brani "leggendari".
Sono stati tratti tre singoli dall'album: Sister Marie Says, History of Modern (part I) e If You Want It. Il brano Sister Marie Says ha un'origine atipica: la musica fu scritta nel 1981 e subito abbandonata poiché ritenuta troppo simile a quella di Enola Gay; nel 1993 la melodia fu modificata e venne scritto il testo; solo nel 2010, tuttavia, il singolo fu pubblicato.
Il video ufficiale di Sister Marie Says procede per giustapposizioni simboliche; ad una ragazza abbandonata dal fidanzato e picchiata a sangue da una rivale si affiancano immagini interiori (un bambino, desiderio inespresso), mitologiche e religiose (la corona di spine e le stimmate di Cristo). L'inizio del filmato si anima nell'interno di una stanza – in primo piano alcune statuette ed un rosario; la fine, in aperta campagna, vede la ragazza immersa nella natura, in cui la luce, l'acqua di un ruscello, le foglie autunnali, compongono un gioco di ulteriori e complessi rimandi simbolici.

## Tracce
Lato A
1. New Babies; New Toys – 3:52
2. If You Want It – 4:45
3. History of Modern (part I) – 4:41
4. History of Modern (part II) – 4:13
5. Sometimes – 3:46
6. RFWK – 3:42
7. New Holy Ground – 4:52

Lato B
1. The Future, The Past, And Forever After – 4:00
2. Sister Marie Says – 4:00
3. Pulse – 3:44
4. Green – 4:17
5. Bondage of Fate – 4:06
6. The Right Side? – 8:20